# Лебединский, Владимир Константинович
Влади́мир Константи́нович Лебеди́нский (1868—1937) — российский и советский физик и радиотехник, профессор, доктор технических наук. Первый председатель Российского общества радиоинженеров.

## Биография
Родился в семье учителя истории петрозаводской гимназии, получил домашнее начальное образование.
В 1887 году окончил с серебряной медалью Вторую Санкт-Петербургскую гимназию, в 1891 году — с дипломом 1-й степени математическое отделение физико-математического факультета Санкт-Петербургского университета. Начал преподавать в 5-й Санкт-Петербургской гимназии, преподавал также в училище Гуревича.
Работал в Петербургском электротехническом институте (1895—1906), Петербургском политехническом институте (1906—1913). В 1913—1919 годах — профессор Рижского политехнического института.
В 1919—1925 годах принимал деятельное участие в организации и работе Нижегородской радиолаборатории.
Редактировал физическую часть «Журнала Русского физико-химического общества» (1906—10), журнал «Вопросы физики» (1907—1910), а также организованные по его инициативе журналы «Телеграфия и телефония без проводов» (1918—1928) и «Радиотехник» (1918—1921). В 1927—1934 годах принимал участие в составлении «Технической энциклопедии» в 26-и томах под редакцией Л. К. Мартенса, автор статей по тематике «физика».

## Семья
- Сын — Андрей (1902—1965) — советский физиолог и биофизик.
- Внук — Владимир (1926—1991) — советский микробиолог.

## Научные направления
Научно-исследовательские работы Лебединского посвящены изучению свойств электрической искры (1901—1905), теории высокочастотного трансформатора (1906—1916) и явления ступенчатого намагничивания (1937).

## Избранная библиография
- Учение об электрической искре. — СПб.: тип. П. В. Мартынова, 1901. — 63 с.
- Лекции по физике… — СПб.: тип. П. В. Мартынова, 1903. — 175 с.
- Элементарное учение об энергии. — СПб.: тип. П. В. Мартынова, 1904. — 120 с. (2-е изд. — 1911)
- Электромагнитные волны и основания беспроволочного телеграфа. — СПб.: Т-во худож. печати, 1906. — 173 с. — (Сборник Николаевской инженерной академии и училища; Вып. 7)
- Электричество и магнетизм. — 1909 (5-е изд., испр. и доп. — Рига: Вальтерс и Рапа, 1923. — 331 с.)
- Электричество и магнетизм: элементы теории и приложений тока постоянного, переменного, колебательного и тока ионизации. — 2-е изд. — СПб.: тип. В. О. Киршбаума, 1912. — 244 с.
- Вильям Томсон лорд Кельвин. 1824—1907. — Ленинград: Российская гос. академическая тип., 1924. — 37 с.
- Александр Степанович Попов (1859—1905) // Электричество. — 1925. — № 4.
- Изобретение беспроволочного телеграфа (1895). А. С. Попов. — М.: Труд и книга, 1925. — 68 с.
- На путях победы машины. — [Москва]: Новая Москва, 1925. — 101 с. — (Библиотека рабоче-крестьянской молодежи. Наука и техника).
- Краткое пособие по курсу физики для слушателей ВМА РККА / Проф. Лебединский В. К., нач. Кафедры физики; Воен.-мед. акад. РККА. — Ленинград: изд-во и тип. Воен.-мед. акад. РККА, 1934.
- Беседы об электричестве. — 1940.
- Беседи за електричеството / проф. В. К. Лебедински; Превел от руски Цветан Минков. — София: Изд-во на Националния съвет на Отечествения фронт, 1950. — 218 с.

## Награды
- Орден Святой Анны 4-й ст.
- Орден Ленина